# دم‌گربه‌ای
گیاه دم‌گربه‌ای، علف هرز آبی با گل‌های درشت یا گیاه علف آبی برزیلی (Egeria densa)، گونه‌ای از ایگرا بومی مناطق معتدل آمریکای جنوبی در جنوب شرقی برزیل، آرژانتین، شیلی و اروگوئه است. به دلیل استفاده از آن در آکواریوم‌های خانگی و انتشار و رهاسازی بعدی در اکوسیستم‌های غیربومی، یک گونه مهاجم مشکل‌ساز در نظر گرفته می‌شود.

## ویژگی‌ها

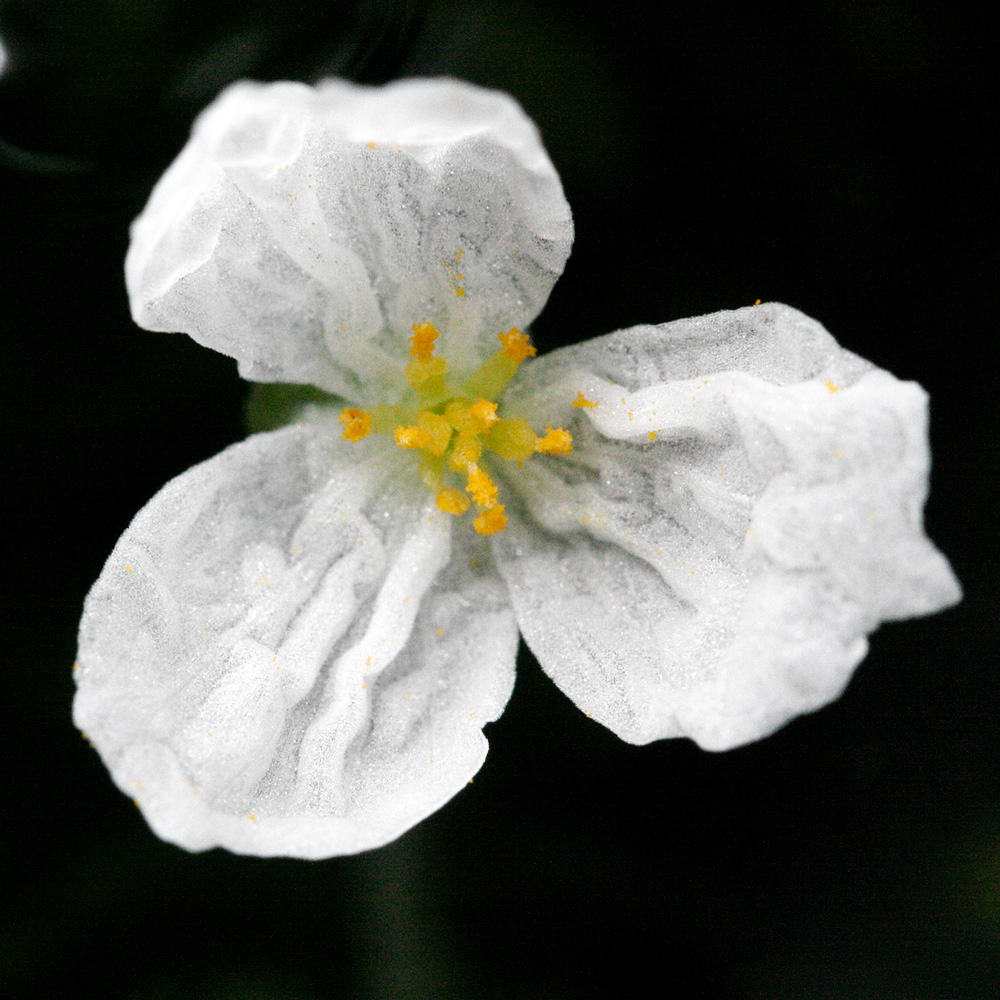
گل ایگرا دنسیا

ایگرا دنسیا یک گیاه آبزی است که در آب تا ۴ متر (۱۳ فوت) رشد می‌کند و تکثیر می‌یابد عمیق، با ساقه‌های دنباله دار تا ۲ متر (۶٫۶ فوت) یا طولانی‌تر، تولید ریشه در فواصل در امتداد ساقه. برگها در حلقه‌های چهار تا هشت ۱–۴ سانتیمتر (۰٫۳۹–۱٫۵۷ اینچ) تولید می‌شوند طولانی و ۲–۵ میلیمتر (۰٫۰۷۹–۰٫۱۹۷ اینچ) پهن، با نوک برگ نوک تیز. سیستم ساقه گیاه تا زمانی که به سطح آب برسد رشد می‌کند، جایی که شروع به پخش شدن می‌کند و یک تاج گل ضخیم ایجاد می‌کند که مانع از رسیدن نور به گیاهان زیر آن می‌شود. دوپایه است، با گلهای نر و ماده روی گیاهان جداگانه. گل‌ها ۱۲–۲۰ میلیمتر (۰٫۴۷–۰٫۷۹ اینچ) هستند قطر، با سه گلبرگ پهن، گرد، سفید، ۸–۱۰ میلیمتر (۰٫۳۱–۰٫۳۹ اینچ) طولانی در گیاهان نر، و ۶–۷ میلیمتر (۰٫۲۴–۰٫۲۸ اینچ) طولانی روی گیاهان ماده.

### چرخه زندگی
گیاه ایگرا دنسیا بیشتر در طول سال زمانی که در محیط‌های گرمسیری رشد می‌کند و تکثیر می‌یابد، دگرگونی هلی کمی در الگوهای رشد نشان می‌دهد. با این حال، زمانی که گیاه در محیط‌های معتدل‌تر رشد می‌کند، بیشتر توان گیاه در صرف تولید و ذخیره‌سازی نشاسته در ماه‌های زمستان و رشد تاج پوشش در طول فصل تابستان می‌کند

### زیستگاه و اکولوژی

#### محل
گیاه ایگرا دنسیا بومی کشورهای آرژانتین، برزیل، آمریکا، شیلی و اروگوئه است. بنابراین محبوبیت آن در آکواریوم‌ها، این گیاه اکنون به آمریکای شمالی، اروپا، آسیا، استرالیا، نیوزیلند و آفریقا گسترش یافته‌است و نگهداری می‌شود.

#### درجه حرارت
دما برای رشد ایگرا دنسیا مهم است. با این حال، رشد آن عمدتاً در دماهای بین ۱۶–۲۸ درجه سلسیوس (۶۱–۸۲ درجه فارنهایت) پایدار است با حداکثر دمای ۳۲ درجه سلسیوس (۹۰ درجه فارنهایت) که منجر به کاهش رشد ساقه و خروجی فتوسنتزی می‌شود. دمای سردتر رشد گیاه را محدود می‌کند و می‌تواند به عنوان روشی برای کنترل گسترش آن در اکوسیستم‌های غیر بومی استفاده شود.

#### نورپردازی
گیاه ایگرا دنسیا می‌تواند خروجی فتوسنتزی را با نور موجود مانند بسیاری از گونه‌های ماکروفیت مطابقت دهد. توانایی این گونه برای رشد در شرایط نور کم و توانایی آن برای تشکیل یک تاج پوشش متراکم، آن را در مقایسه با سایر ماکروفیت‌ها مهاجم بسیار موفقی می‌سازد و در نتیجه تنوع گونه‌های گیاهی را در جایی که معرفی می‌کنند کاهش می‌دهد.

## کشت و استفاده
ایگرا دنسیا یک گیاه آکواریومی محبوب است، اما به دلیل پتانسیل تهاجمی آن دیگر در برخی مناطق فروخته نمی‌شود. گیاهان در حال کشت همگی یک کلون نر هستند که به صورت رویشی تولید مثل می‌کنند.
در آکواریوم سردتر به خوبی رشد می‌کند و برای افراد مبتدی مناسب است. به راحتی از طریق قلمه تکثیر می‌شود. طبق گزارش‌ها، مواد آنتی‌بیوتیکی ترشح می‌کند که می‌تواند به جلوگیری از جلبک‌های سبز آبی کمک کند. این گیاه در یک محیط غنی از مواد مغذی و نور زیاد بهترین رشد را دارد، اما در زمان معرفی، توانایی رقابت با گونه‌های دیگر را نشان داده‌است.

### بررسی اقتصاد
گیاه ایگرا دنسیا، مانند سایر انواع ماکروفیت‌ها، زمانی که در تصفیه خانه‌های فاضلاب استفاده می‌شود، به دلیل همان عواملی که آن را به یک کارخانه بالقوه مهاجم تبدیل می‌کند، مؤثر است. بیشتر توانایی این گیاه در جذب مواد مغذی و ته‌نشین شدن ذرات از ستون و سطح آب را دارد.

### گونه‌های مهاجم
ایگرا دنسیا از کشت فرار کرده و در بسیاری از مناطق معتدل گرم تا نیمه گرمسیری جهان از جمله اروپا، جنوب آفریقا، آسیا، استرالیا، نیوزیلند، کالدونیای جدید و آمریکای شمالی، طبیعی و مهاجم شده‌است. در ایالات متحده از جنوب نیویورک تا فلوریدا و از غرب تا کالیفرنیا و اورگان رخ می‌دهد. در دلتای ساکرامنتو-سن خواکین کالیفرنیا، در دهه ۱۹۶۰ معرفی شد و از آن زمان تأثیر نامطلوب قابل توجهی بر اکوسیستم محلی داشته‌است. این گیاه در حال حاضر ۲٬۴۰۰ هکتار (۵٬۹۰۰ جریب فرنگی) را آلوده می‌کند، یا ۱۲ درصد از کل سطح دلتا، همراه با سایر ایالت‌ها و حتی تا شمال کانادا. اخیراً، E. densa به عنوان گونه‌های بیگانه طبیعی در ایسلند گزارش شده‌است، جایی که به آب‌های طبیعی گرم شده حمله کرده‌است. به دلیل وجود آن در شمال ایسلند، ایگرا دنسیا یکی از اولین گونه‌های گیاهی بیگانه آب شیرین است که به قطب شمال رسید. بیشتر تأثیر آن در آبراهه‌های کم عمق رخ می‌دهد. این گیاه تشک‌های ضخیمی را تشکیل می‌دهد که عبور قایق‌ها را مسدود می‌کند، آب ورودی‌ها و قنات‌ها را مسدود می‌کند، رسوبات را به دام می‌اندازد، پوشش گیاهی بومی را از بین می‌برد و مانع از مهاجرت ماهی‌های آندروموس می‌شود.

## نقش مهندس اکوسیستم
اگرچه گاهی بحث می‌شود، اما ایگرا دنسیا به عنوان یک مهندس اکوسیستم به عنوان یک نتیجه از تأثیری که بر محیط زیست پس از معرفی آن می‌گذارد، یاد می‌شود. برخی از این تأثیرات به دلیل رشد سریع و سرعت پراکندگی بالا در هنگام تکه‌تکه شدن، توانایی آن در سازگاری با نورهای مختلف و در دسترس بودن مواد مغذی، جذب مواد مغذی از ستون آب و تأثیر آن بر رسوب این مواد مغذی و نور زیاد است. سایبان مسدود کننده ای که گل‌های آن در سطح آب تشکیل می‌شود.
ایگرا دنسیا همچنین مسئول تغییر مقدار فیتوپلانکتون موجود در ستون آب به دلیل محدودیت در دسترس بودن نور از سایبان متراکم تشکیل شده و مقدار مواد مغذی است که از ستون آب حذف می‌شود. با این حال، می‌تواند به عنوان پناهگاهی برای زئوپلانکتون‌ها و بی مهرگان کوچکتر عمل کند.

## کنترل
روش‌های مختلفی برای اطمینان از توقف رشد ایگرا دنسیا به دلیل توانایی آن در رشد مجدد در هنگام تکه‌تکه شدن از طریق ابزارهای مکانیکی مورد نیاز است. بهترین راه این است که گیاه را به‌طور کامل از ستون آب خارج کنید یا از علف کش‌ها برای از بین بردن گیاه استفاده کنید. یکی از راه‌حل‌های بالقوه برای این مشکل، کاهش آب است، زیرا گیاه به خشک شدن بسیار حساس است و زمانی که گیاه از آب خارج شود، می‌تواند در عرض یک ساعت بمیرد. علاوه بر این، هوای سرد در کنترل گیاه مؤثر است، اگرچه این امر دارای محدودیت‌های عملی است. هنگامی که علف‌کش‌ها روی گیاه استفاده شد، سطوح فسفر و نیتروژن افزایش یافت، اما نه چندان، که نشان می‌دهد بیشتر مواد مغذی در زیست توده گیاه باقی مانده‌اند و دوباره جذب ستون آب نمی‌شوند.